# Orthezia solidaginis
Orthezia solidaginis är en insektsart som beskrevs av Sanders 1904. Orthezia solidaginis ingår i släktet Orthezia och familjen vaxsköldlöss. Inga underarter finns listade i Catalogue of Life.